# 13710 Shridhar
13710 Shridhar è un asteroide della fascia principale. Scoperto nel 1998, presenta un'orbita caratterizzata da un semiasse maggiore pari a 2,2671750 UA e da un'eccentricità di 0,1411308, inclinata di 5,83119° rispetto all'eclittica.